# مارك بيل (لاعب كرة قدم أمريكية)
مارك بيل (بالإنجليزية: Mark Bell)‏ هو لاعب كرة قدم أمريكية أمريكي، ولد في 30 أغسطس 1957 في ويتشيتا في الولايات المتحدة.